# Medow
Medow – gmina w Niemczech, wchodząca w skład Związku Gmin Anklam-Land w powiecie Vorpommern-Greifswald, w kraju związkowym Meklemburgia-Pomorze Przednie.

## Toponimia
Nazwa pochodzenia słowiańskiego, od połabskiego med „miód”.